# چاخ‌لق آبی
چاخ‌لق آبی، زانوکلفت آبی یا دیکوپ آبی (نام علمی: Burhinus vermiculatus) گونه‌ای از پرندگان تیرهٔ چاخ‌لقان (Burhinidae) است. این گونه در سراسر جنوب صحرای آفریقا، معمولاً نزدیک به آب یافت می‌شود.
در سراسر محدوده آن در لبه‌های دریاچه‌ها، مصب‌ها و رودخانه‌ها، و همچنین جنگل‌های حرا و همچنین برخی از سواحل سرپناه یافت می‌شود. همچنین به بوته‌ها یا جنگل‌های مجاور برای سرپناه نیاز دارد. از سطح دریا تا ۱٬۸۰۰ متر (۵٬۹۰۰ فوت) یافت می‌شود.